# Lobophora inaequaliata
Lobophora inaequaliata är en fjärilsart som beskrevs av George Duryea Hulst 1902. Lobophora inaequaliata ingår i släktet Lobophora och familjen mätare. Inga underarter finns listade i Catalogue of Life.